# Нижне-Тагильское водохранилище
Нижне-Тагильское водохранилище, (Нижнетагильский пруд, Нижне-Тагильский пруд) — водохранилище на реке Тагил, в городе Нижний Тагил Свердловской области России. Верховья на территории Горноуральского городского округа. Плотина в 301 км от устья Тагила. Создано в 1725 году для Нижнетагильского металлургического завода как заводской пруд. Источник производственного, хозяйственно-бытового водоснабжения и рекреационный водоём.

## География
Водохранилище вытянуто узкой извилистой полосой с юга на север на 20 км. Подпор воды распространяется до села Николо-Павловское, расположенного в 2 км от реки на запад. Возле плотины на берегу пруда расположена Лисья гора — достопримечательность города. Около Корабельного мыса на пруду имеется остров, покрытый мелколиственным лесом. Левый берег преимущественно застроен, частично занят садовыми участками, по правому застроены низовья, в верховьях же некоторые участки покрыты лесом. На берегах также имеются базы отдыха и детские лагеря. В водохранилище впадают реки Чащиха (слева) и Малая Кушва (справа).

## История
Нижнетагильский металлургический завод был создан на реке Тагил, притоке реки Тура, в Кунгурском уезде Пермской губернии, по указу Петра I от 8 марта 1702 года. Заводской пруд для него заполнен, и завод начал работу в 1725 году.
В 1927 году из-за проливных дождей вода размыла часть плотины, завод и близлежащие улицы были затоплены. Было принято решение о возведении новой железобетонной плотины, и в следующем году плотина была реконструирована. Открытие обновлённой плотины состоялось 1 мая 1928 года. Ширина плотины составила 50 метров, пропуск воды сделан железобетонным и оборудован 4 щитовыми устоями. Механизм подъёма затворов, сооружённый над плотиной, оборудован электроподъёмником и ручным приводом. В связи с ростом населения и развитием завода в 1938 году вновь возникла необходимость реконструкции. Главстройпроект Государственного всесоюзного треста «Водоканалпроект» разработал проект, предусматривавший, в числе прочего, прокладку по плотине трамвайных путей и устройство водопровода. В начале 1940-х должны были начаться работы по проекту, однако этому помешала война. В середине 1940-х годов плотина передана в ведение НТМК. Реконструкция проведена лишь в 1958 году, по новому проекту. Трамвайные пути по плотине проложены в 1990 году.

## Морфометрия
Площадь водосбора 1690 км², площадь водной поверхности 7,8 км², нормальный подпорный уровень 190,9 м, полный объём 30 млн м³, полезный объём 19,2 млн м³. Максимальная высота плотины 12 метров, отметка гребня плотины 196 метров, длина 200 метров. В государственном водном реестре указана площадь 9,84 км², в Уральской Энциклопедии площадь 9,9 км² приведена для уровня воды 193,4 м.

## Данные водного реестра
По данным государственного водного реестра России относится к Иртышскому бассейновому округу, водохозяйственный участок — Тагил от истока до г. Нижний Тагил без р. Чёрная, речной подбассейн реки — Тобол. Речной бассейн реки — Иртыш.
Код объекта в государственном водном реестре — 14010501421411200010624.

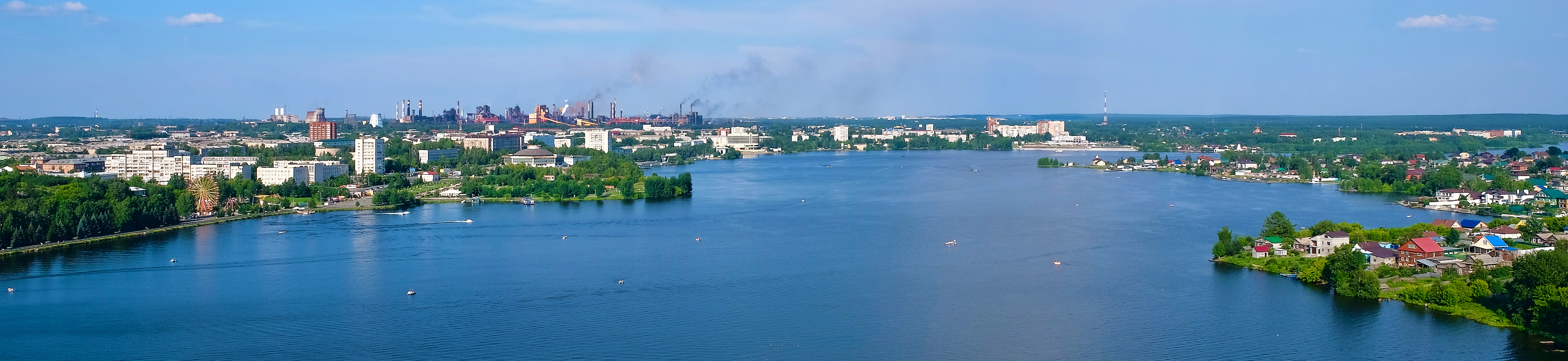
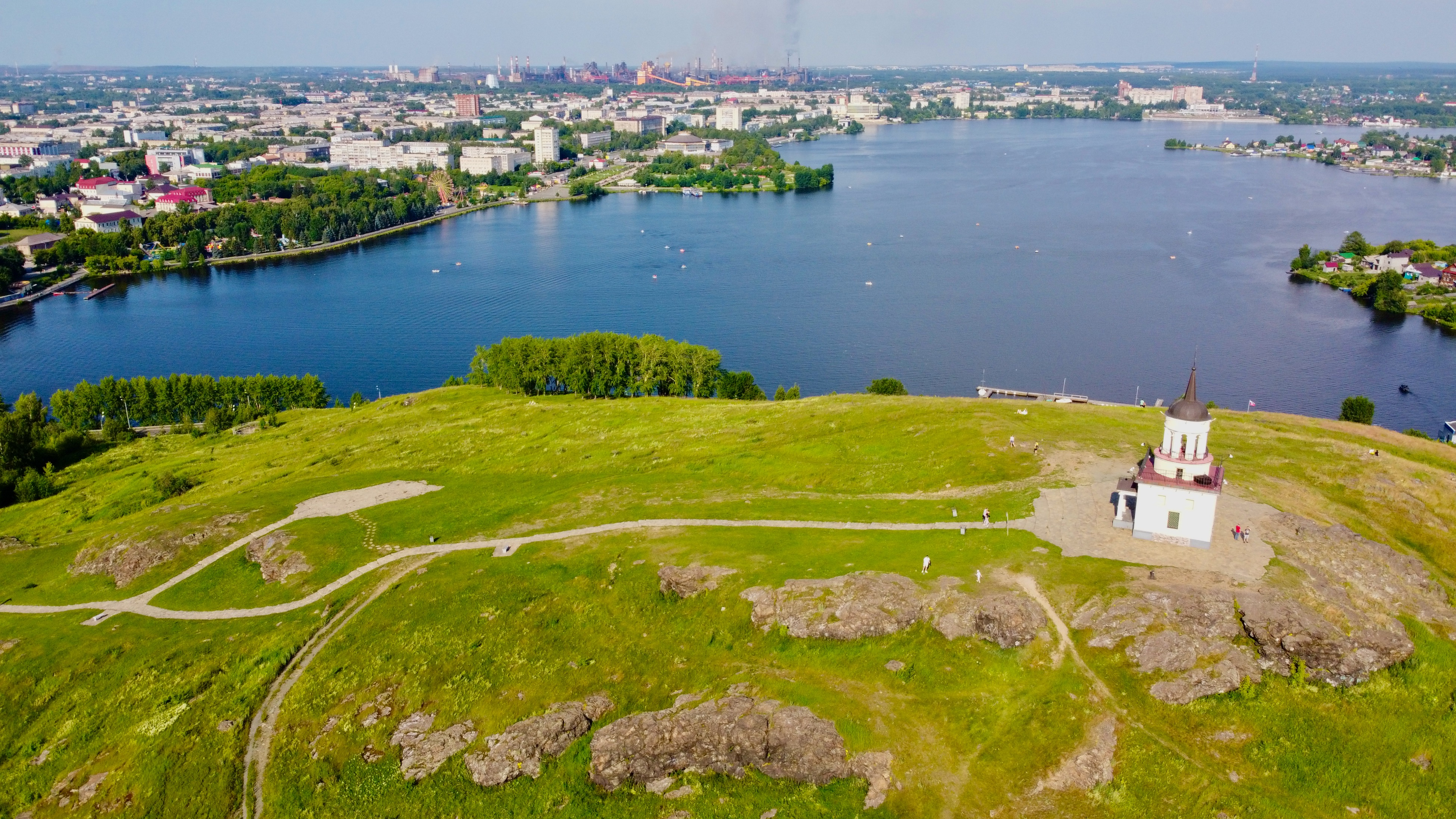
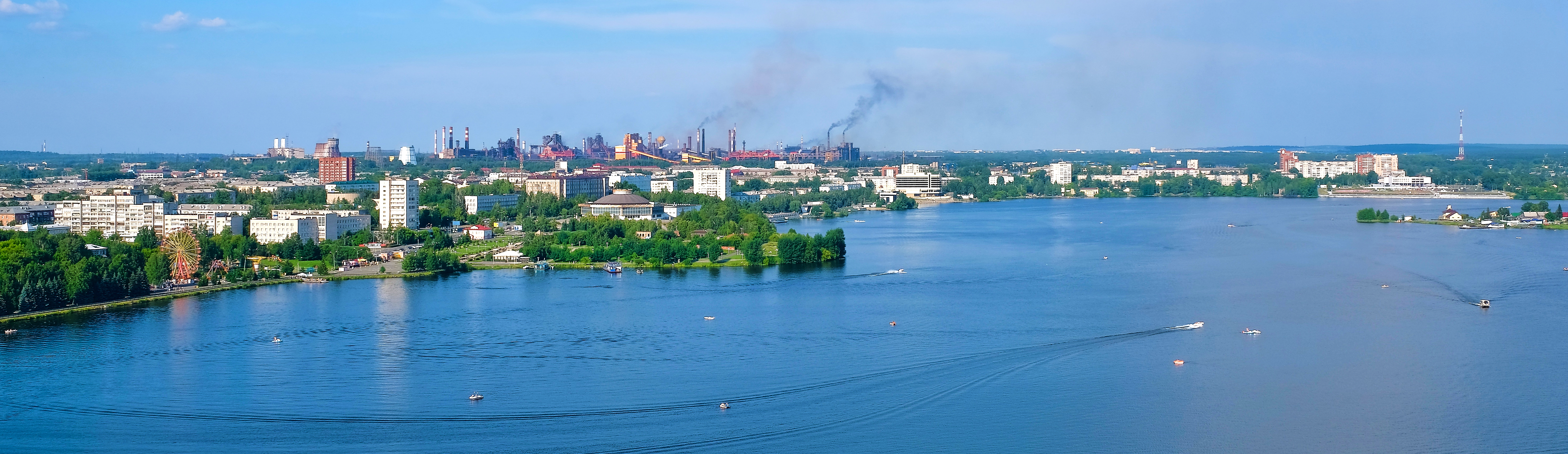
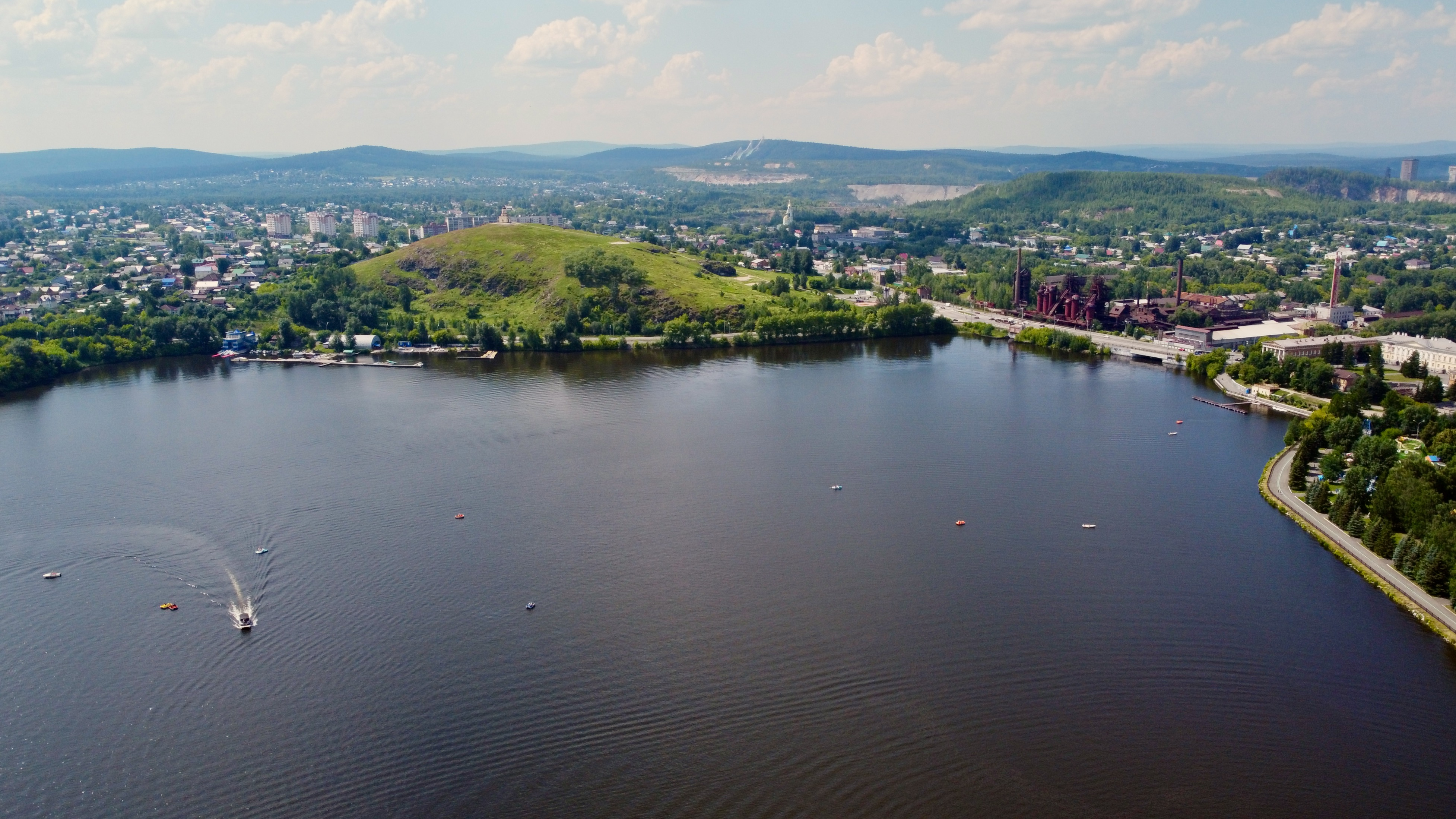
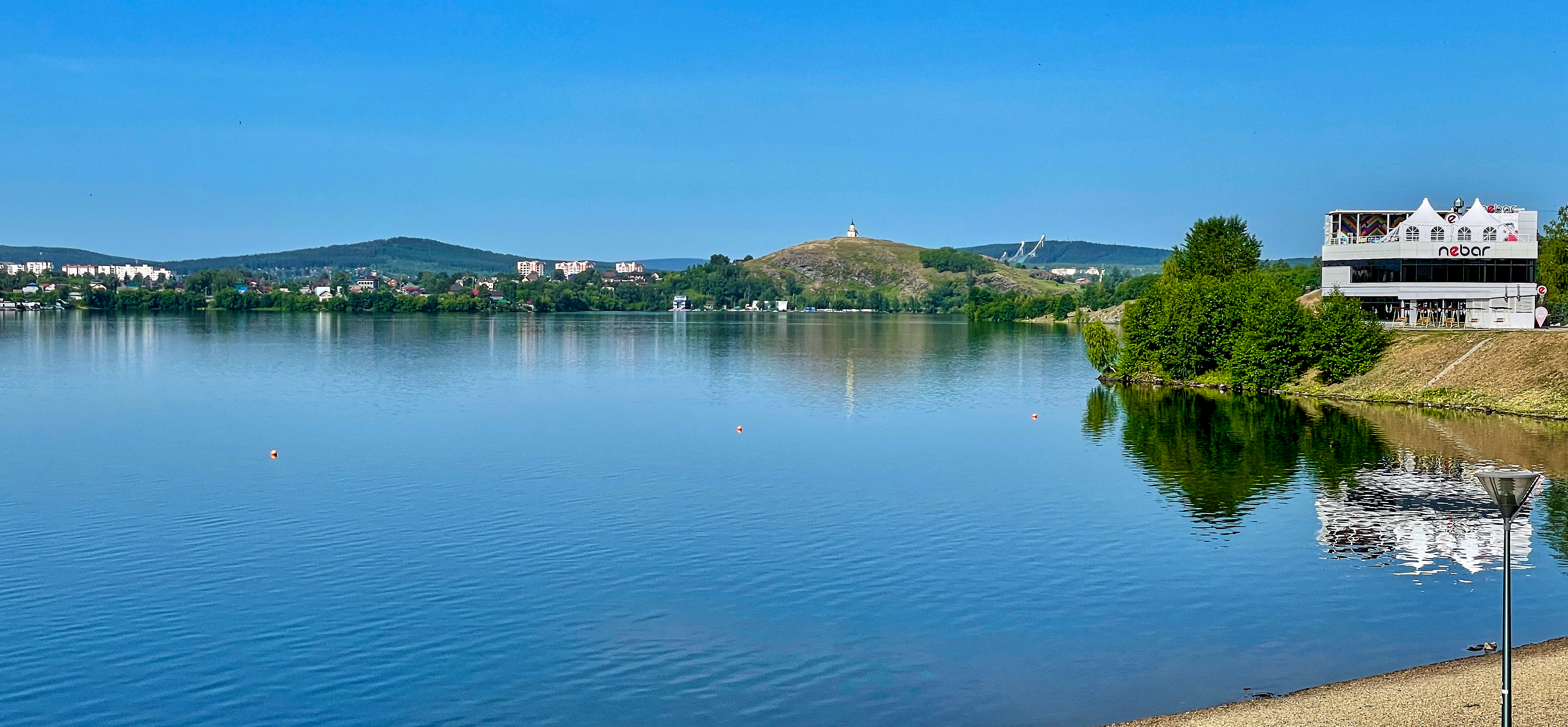
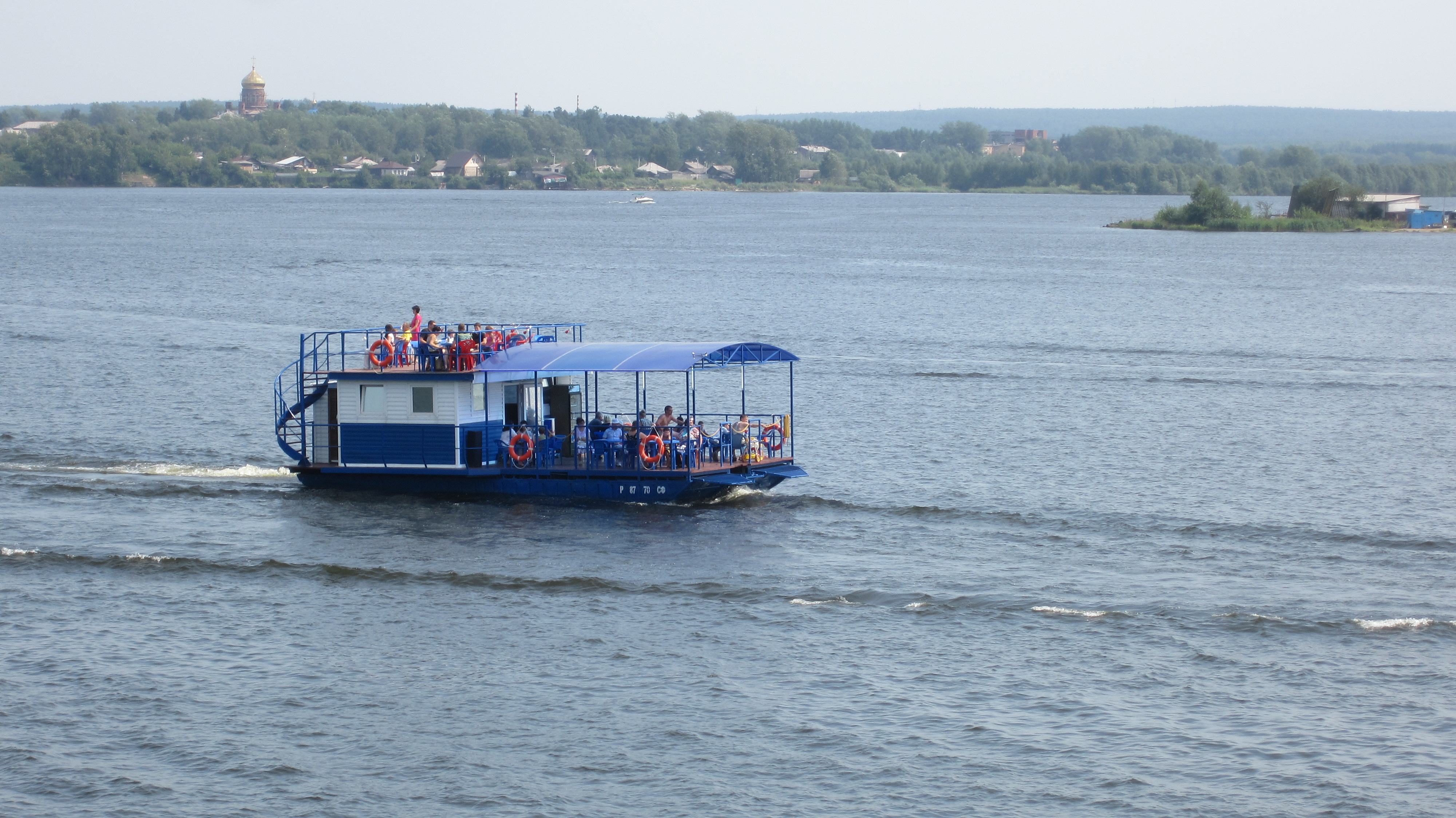
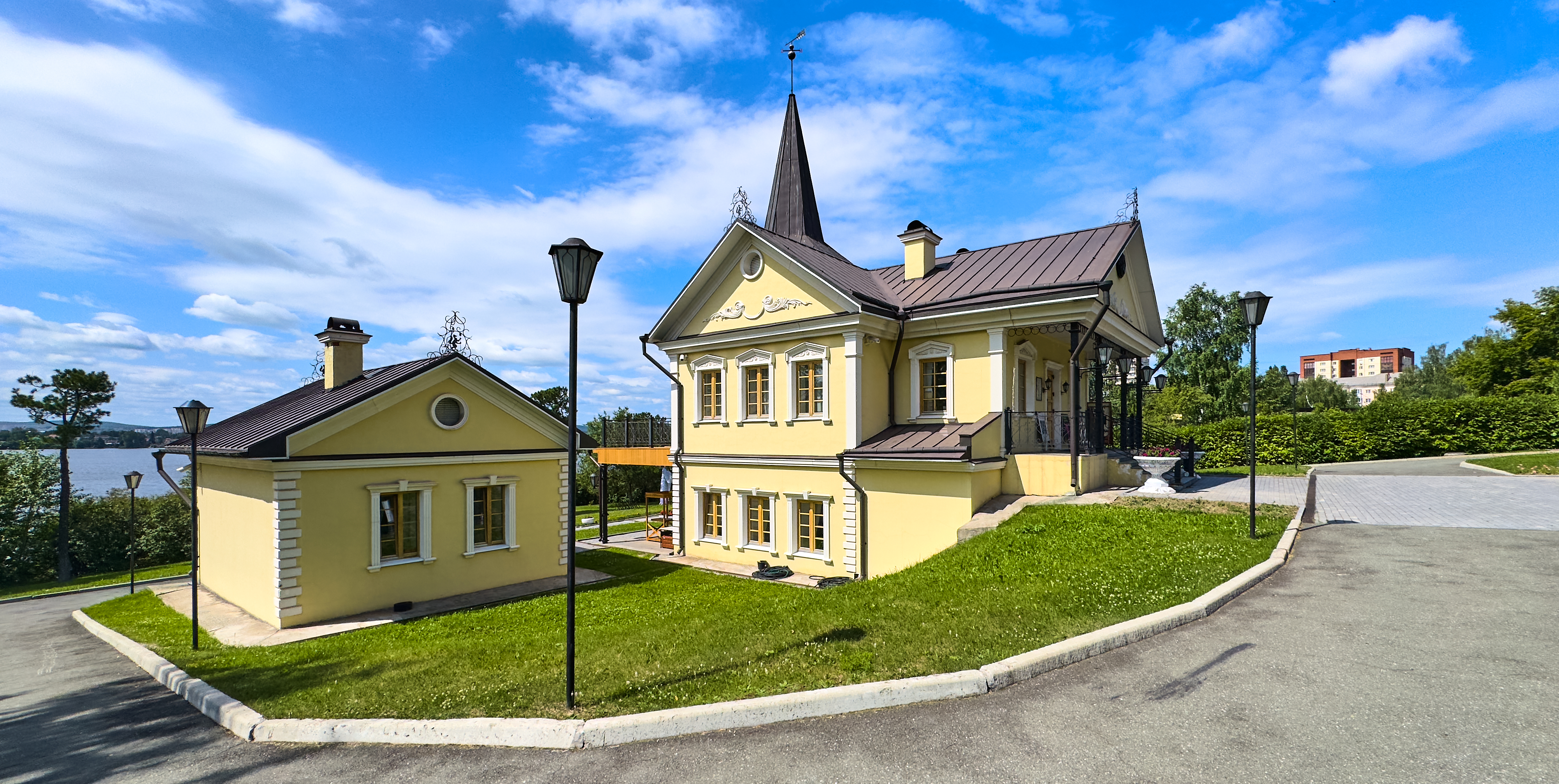
Демидовская дача на северо-восточном берегу
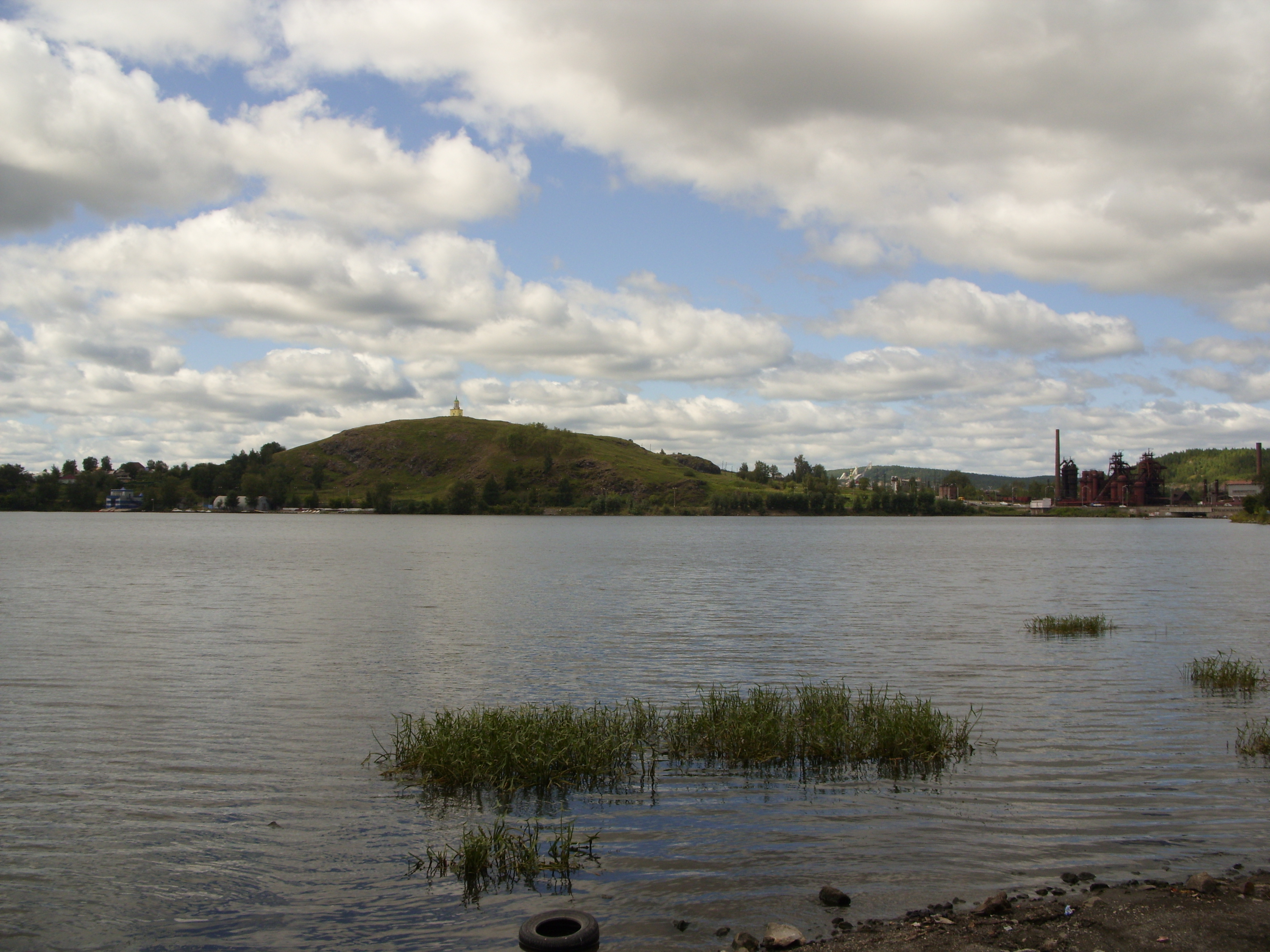